# Cosmina Stratan
Cosmina Stratan (ur. 20 października 1984 w Jassach) – rumuńska aktorka filmowa. Za rolę w filmie Za wzgórzami (2012) Cristiana Mungiu otrzymała nagrodę dla najlepszej aktorki na 65. MFF w Cannes (wspólnie z partnerującą jej Cristiną Flutur). Wystąpiła również w polskim filmie Jak najdalej stąd (2020) w reżyserii Piotra Domalewskiego.